# Catocala barbara
Catocala barbara là một loài bướm đêm trong họ Erebidae.